# Cantó de Courtomer
El cantó de Courtomer és un cantó francès del departament de l'Orne, situat al districte d'Alençon. Té 16 municipis i el cap es Courtomer.

## Municipis
- Brullemail
- Bures
- Le Chalange
- Courtomer
- Ferrières-la-Verrerie
- Gâprée
- Godisson
- Le Ménil-Guyon
- Montchevrel
- Le Plantis
- Saint-Agnan-sur-Sarthe
- Sainte-Scolasse-sur-Sarthe
- Saint-Germain-le-Vieux
- Saint-Léonard-des-Parcs
- Tellières-le-Plessis
- Trémont

## Història
| Data d'elecció                           | Identitat         | Partit                             | Qualitat |
| ---------------------------------------- | ----------------- | ---------------------------------- | -------- |
| 1949-19..                                | M. Jousset        | Divers droite                      |          |
| 19..-1994                                | Roger de Pelet    | Divers droite, després UDF-Radical |          |
| 1994-2001                                | Régis Cusimberche | RPR                                |          |
| 2001-                                    | Odile Duval       | Divers droite                      |          |
| les dades anteriors no són pas conegudes |                   |                                    |          |
|                                          |                   |                                    |          |

## Demografia
| A partir de 1990: Població sense dobles comptes |